# ساباط غفوریان
ساباط غفوریان  آثار باقی مانده مربوط به اواخر دوره قاجار است. این اثر در دزفول، خیابان طالقانی، محله شاه رکن الدین، جنب بقعه شاه رکن الدین واقع شده و این اثر در تاریخ ۱ مهر ۱۳۸۲ با شمارهٔ ثبت ۱۰۴۳۷ به‌عنوان یکی از آثار ملی ایران به ثبت رسیده است.